# Voici la marine
Pour plus de détails, voir Fiche technique et Distribution.
Voici la marine (Here Comes the Navy) est un film américain réalisé par Lloyd Bacon, sorti en 1934.

## Fiche technique
- Titre : Voici la marine
- Titre original : Here Comes the Navy
- Réalisation : Lloyd Bacon
- Scénario : Earl Baldwin et Ben Markson d'après une histoire de Ben Markson
- Production : Hal B. Wallis et Jack L. Warner producteurs exécutifs (non crédités)
- Société de production et de distribution : Warner Bros. Pictures
- Photographie : Arthur Edeson
- Montage : George Amy
- Direction artistique : Esdras Hartley (en)
- Costumes : Orry-Kelly
- Pays de production :  États-Unis
- Format : Noir et blanc - 35 mm - 1,37:1 - Mono
- Genre : Comédie dramatique, romance
- Durée : 87 minutes
- Dates de sortie :
  - États-Unis : 20 juillet 1934 (New York)
  - États-Unis : 21 juillet 1934 (sortie nationale)
- Affiche : Jacques Bonneaud (France)

## Distribution
- James Cagney : Chesty O'Conner
- Pat O'Brien : Biff Martin
- Gloria Stuart : Dorothy Martin
- Frank McHugh : Droopy Mullins
- Dorothy Tree : Gladys
- Robert Barrat : Commandant Denny
- Guinn 'Big Boy' Williams : Directeur de piste de danse
- Howard C. Hickman : Capitaine

Acteurs non crédités :
- Sam McDaniel : Employé des toilettes
- Niles Welch : Officier de l'USS Arizona